# Zaquistão
Zaquistão (ou Zaqistão), oficialmente a República de Zaquistão, é um projeto de arte fundado em 2005 no Condado de Box Elder, Utah por Zachary ("Zaq") 
Landsberg. Alguns referem-se a ele como uma micronação e como todas as outras micronações (não confundir com microestados), não é oficialmente reconhecido por nenhum outro estado soberano.

## Fundo
Landsberg, um escultor que vive em Brooklyn, afirma que comprou a propriedade de dois acres em 2005 por US $ 610 no eBay e visita o site uma ou duas vezes por ano. Funcionários estaduais e locais afirmaram que ele paga impostos sobre a propriedade da terra, que não tem edifícios nele. Landsberg, que se refere à propriedade como um projeto de arte, instalou esculturas, um "portão de patrulha fronteiriça", e vende "passaportes" em seu site.

## Localização
A autoproclamada República do Zaquistão está localizada na Bacia de Evaporação de Terra Nova do Grande Lago Salgado na Grande Região da Bacia da América do Norte. É extremamente remoto, sendo 50 milhas (80 km) de qualquer posto de gasolina, 15-20 milhas (24-32 km) em estradas de terra da estrada e, em seguida, 2 milhas (3,2 km) caminhadas embora o deserto depois disso. A cidade a mais próxima é Montello, Nevada, aproximadamente 60 milhas afastado.
Zaquistão fica 160 milhas ao noroeste de Salt Lake City, aproximadamente 25 milhas (40 quilômetros) sudoeste do Park Valley, Utah. A cidade fantasma Terrace é de 6,2 km (10 km) de distância.

## Publicidade
Com o seu aniversário de cinco anos, foi criado um projecto de arte documental de vídeo pelo Conselho de Artes do Zaquistão, formado por Sofia Gallisá, Zaq Landsberg, Scott Riehs e Jeff Sisson. Em setembro de 2015, durante os preparativos para o decênio da nação, a KSL News de Utah transmitiu a história e entrevistou Landsberg. Em outubro de 2015, Associated Press pegou a história que resultou em que também está sendo executado em várias publicações.